# R. Raghavendra Rao
R. Raghavendra Rao ( 1945 - ) es un botánico, pteridólogo, y profesor de la India, que trabaja académicamente en el "Departamento de Botánica", del "Centro Instituto de Plantas Medicinales & Aromáticas", Allasandar, Yelhanka, en Bangalore. Y también en la "Facultad del Instituto Nacional de Investigación Botánica", en Lucknow, Uttar Pradesh.

## Algunas publicaciones
- 1949.

### Libros
- r. Raghavendra Rao, basheer ahmed Razi. 1974. Flowering plants of the Mysore University Campus. Ed. Prasaranga, University of Mysore. 75 pp.
- ---------------------, ---------------------. 1981. A synoptic flora of Mysore District: with an appendix of unani, ayurvedic, and trade names of drugs. Volumen 7 de International bioscience series. Ed. Today & Tomorrow's Printers and Publishers. 674 pp.
- a. k. Baishya, r. r. Rao. 1982. Ferns and fern-allies of Meghalaya State, India. Volumen 1 de Floristic studies in Meghalaya. Ed. Scientific Publ. 161 pp.
- sudhanshu kumar Jain, r. Raghavendra Rao. 1983. An Assessment of threatened plants of India: proceedings of the seminar held at Dehra Dun, 14-17 September 1981. Ed. Botanical Survey of India, Dept. of Environment. 334 pp.
- k. Haridasan, r. Raghavendra Rao. 1985. Forest flora of Meghalaya, Volumen 2. Ed. Bishen Singh Mahendra Pal Singh. 451 pp.
- Veṅkāmātya, r. Raghavendra Rao, är. ji Māḷagi, hec. pi Malledevaru. 1987.  Lakṣmīsvayaṃvarasamavakāraḥ. Nº 164 de Oriental Research Institute series, University of Mysore. 80 pp.
- n. s. Jamir, r. Raghavendra Rao. 1988. The ferns of Nagaland. Ed. Bishen Singh Mahendra Pal Singh. 426 pp. ISBN 8121100186
- 1988. Florae Indicae enumeratio-Asteraceae. Flora of India. Ed. Botanical Survey of India. 119 pp.
- 1994. Biodiversity in India: (floristic aspects). Ed. Bishen Singh Mahendra Pal Singh. 315 pp. ISBN 8121100100
- t. s. Rana, bhaskar Datt, r. r. Rao. 2003. Flora of Tons Valley Garhwal Himalaya (Uttaranchal). Ed. Bishen Singh Mahendra Pal Singh. 409 pp. ISBN 8121102820

## Honores
- Miembro de la "Asociación de Biotecnología y Farmacia"[1]

- La abreviatura «R.R.Rao» se emplea para indicar a R. Raghavendra Rao como autoridad en la descripción y clasificación científica de los vegetales.[2]